# Cá răng gai mảnh
Cá răng gai mảnh, tên khoa học Ctenochaetus strigosus, còn gọi là cá răng gai viền mắt vàng, hoặc là Kole trong tiếng Hawaii, là một loài cá biển thuộc chi Ctenochaetus trong họ Cá đuôi gai. Loài cá này được mô tả lần đầu tiên vào năm 1828.

## Từ nguyên
Tính từ định danh của loài cá này, strigosus, trong tiếng Latinh có nghĩa là "mảnh mai, mảnh khảnh", không rõ hàm ý điều gì, có lẽ đề cập đến bộ răng mảnh và dài của chúng.

## Phạm vi phân bố và môi trường sống
C. strigosus có phạm vi phân bố giới hạn ở Trung Thái Bình Dương. Đây là một loài cá đặc hữu của quần đảo Hawaii và đảo Johnston gần đó. C. strigosus sống gần các rạn san hô, chủ yếu là ở vùng nước nông, nhưng cũng đã được ghi nhận ở độ sâu đến 113 m.
Một số tài liệu ghi nhận sự có mặt của C. strigosus ở vùng biển Việt Nam đã được xác định là nhầm lẫn với một loài cá đuôi gai khác.

## Mô tả
Chiều dài cơ thể tối đa được ghi nhận ở C. strigosus là 24 cm. Có một mảnh xương nhọn chĩa ra ở mỗi bên cuống đuôi, tạo thành ngạnh sắc. Cơ thể hình bầu dục thuôn dài, có màu nâu xám sẫm với những đường sọc màu xanh lam nhạt dọc theo chiều dài cơ thể, và các đốm tròn nhỏ cùng màu phủ khắp đầu (nhưng không lan rộng đến thân trước và ngực). Vây lưng và vây hậu môn có viền màu xanh lam ánh kim; vây ngực màu vàng nâu. Đuôi lõm sâu, hình cánh nhạn. Một đốm vàng đặc trưng bao quanh mắt của loài cá này. Cá con có màu vàng tươi đến màu vàng nâu trên toàn cơ thể.
Số gai ở vây lưng: 8; Số tia vây ở vây lưng: 25–28; Số gai ở vây hậu môn: 3; Số tia vây ở vây hậu môn: 22–25.

## Sinh thái học

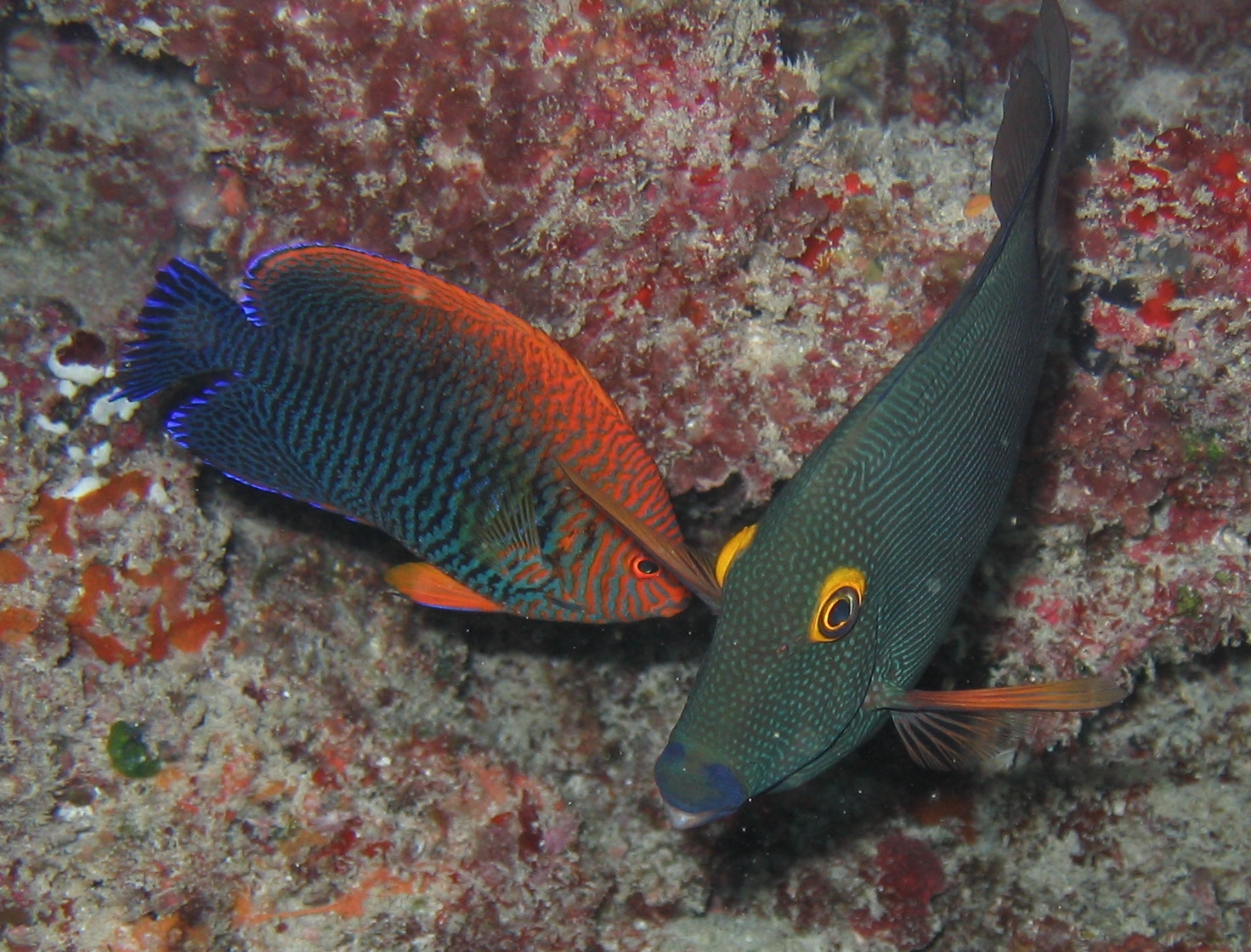
C. potteri và C. strigosus, hai loài cá đặc hữu của Hawaii và đảo Johnston

C. strigosus thường được quan sát là sống đơn độc. C. strigosus và những loài còn lại trong chi Ctenochaetus chủ yếu ăn các loại tảo và vụn hữu cơ. Chúng dùng răng của mình để đẩy cát đá trên nền đáy và xúc những mảnh tảo vụn vào miệng. Các loài Ctenochaetus đều có chung một đặc điểm là dạ dày có thành dày.

## Thương mại
C. strigosus cùng với Zebrasoma flavescens, Acanthurus achilles và Naso lituratus chiếm đến 90% tổng sản lượng những loài được thu thập để nuôi làm cá cảnh ở Hawaii.